# Río Kodori
El río Kodor, Kodori o Kudri (en abjasio: Кәыдры, Kvidri; en georgiano: კოდორი) se encuentra ubicado en Abkhazia, Georgia. Nace de la confluencia de los ríos Sakeni y Gvandra, en la Alta Abjasia.

## Descripción
El río Kodori desemboca en el mar Negro a 20 kilómetros al sudeste de Sujum. Nace en las altas cumbres del Gran Cáucaso, en las cercanías del Paso de Midri o Najar (cirílico: Нахар), en la frontera con Rusia, en la confluencia de tres picos, el más oriental el Monte Saken, considerado la fuente principal del Kodori. Después de la unión con el río Klych (Клыч) por la derecha, se inclina hacia el sur, recibiendo una significativa aportación del río Adzgara (Адзгара), que forma uno de los más importantes valles longitudinales en la vertiente sur del Cáucaso. A la altura de la latitud de Sujum, el río Kodori gira al sudoeste y abandona las montañas, discurriendo por una planicie boscosa hasta el mar Negro, abriéndose en su desembocadura en tres ramales. 
El Kodori representa un río rápido de montaña, con una longitud de 105 kilómetros. La parte alta del valle está encerrada entre altas montañas, en el norte en las estribaciones de las cumbres del Cáucaso, más al sur discurre en paralelo a los montes de Kodori o cordillera de Dzhedisvik (Джедисвик), con un paisaje muy peculiar de cumbres y pastos, pero escasamente poblado.
Transcurre por la denominada Garganta del Kodori, que comunica los valles de los ríos Chjalta y alto Kodori con la llanura costera. Río arriba, comunica el valle, cruzando las cumbres del Gran Cáucaso por el Paso Klujor con la región rusa de Cherkessk, en la vertiente norte del Cáucaso.

## Galería

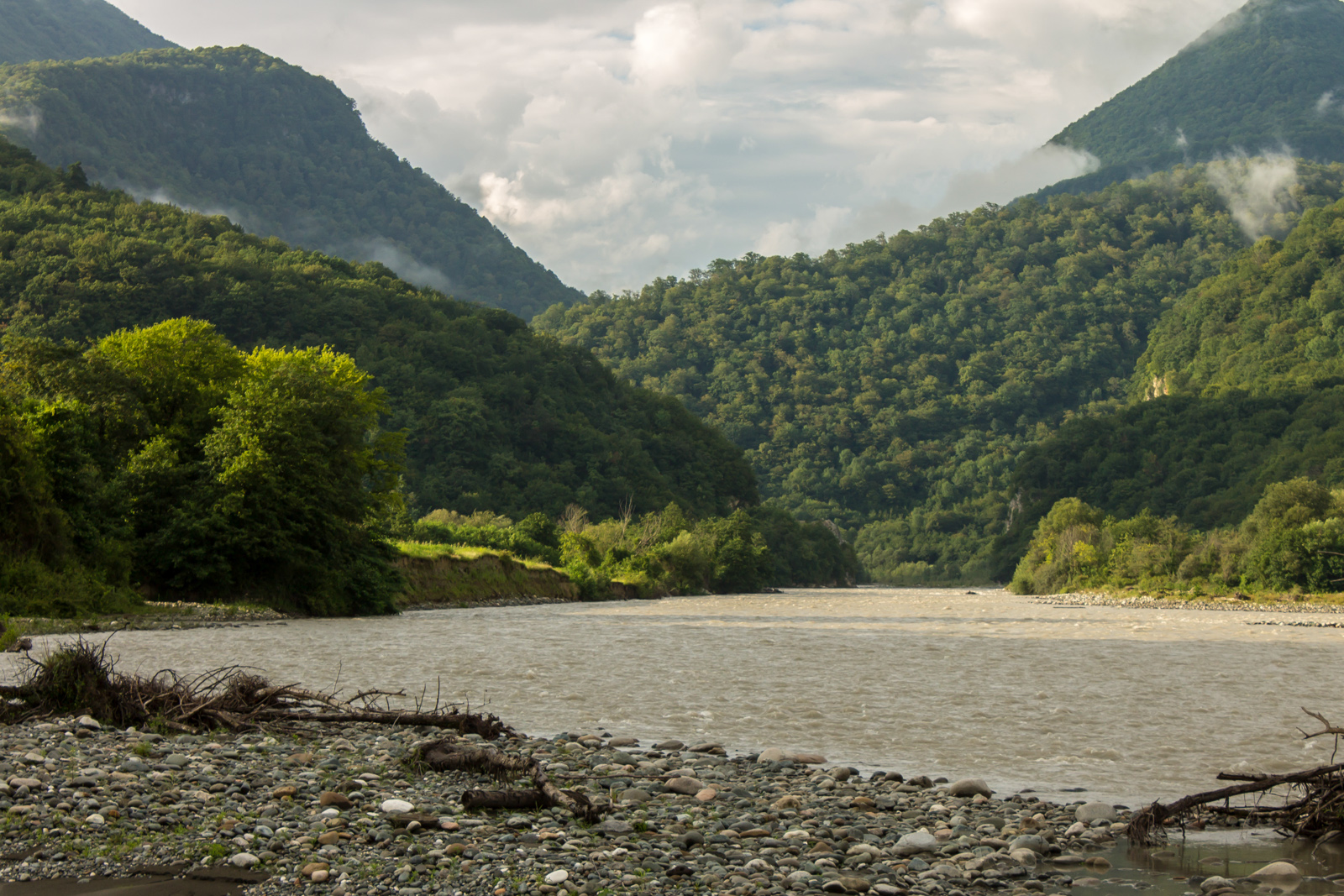
Кодора
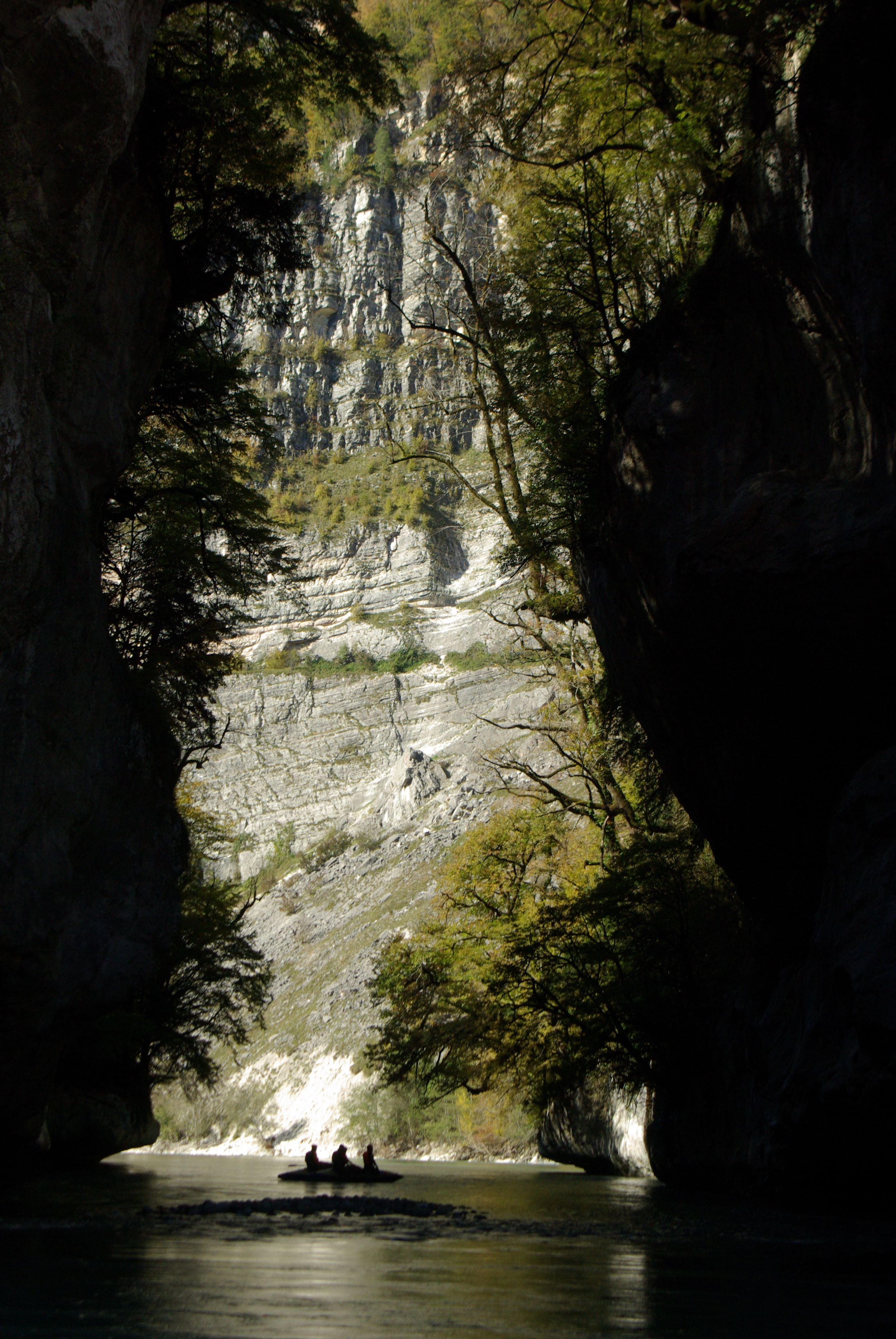
Garganta del río Kodor
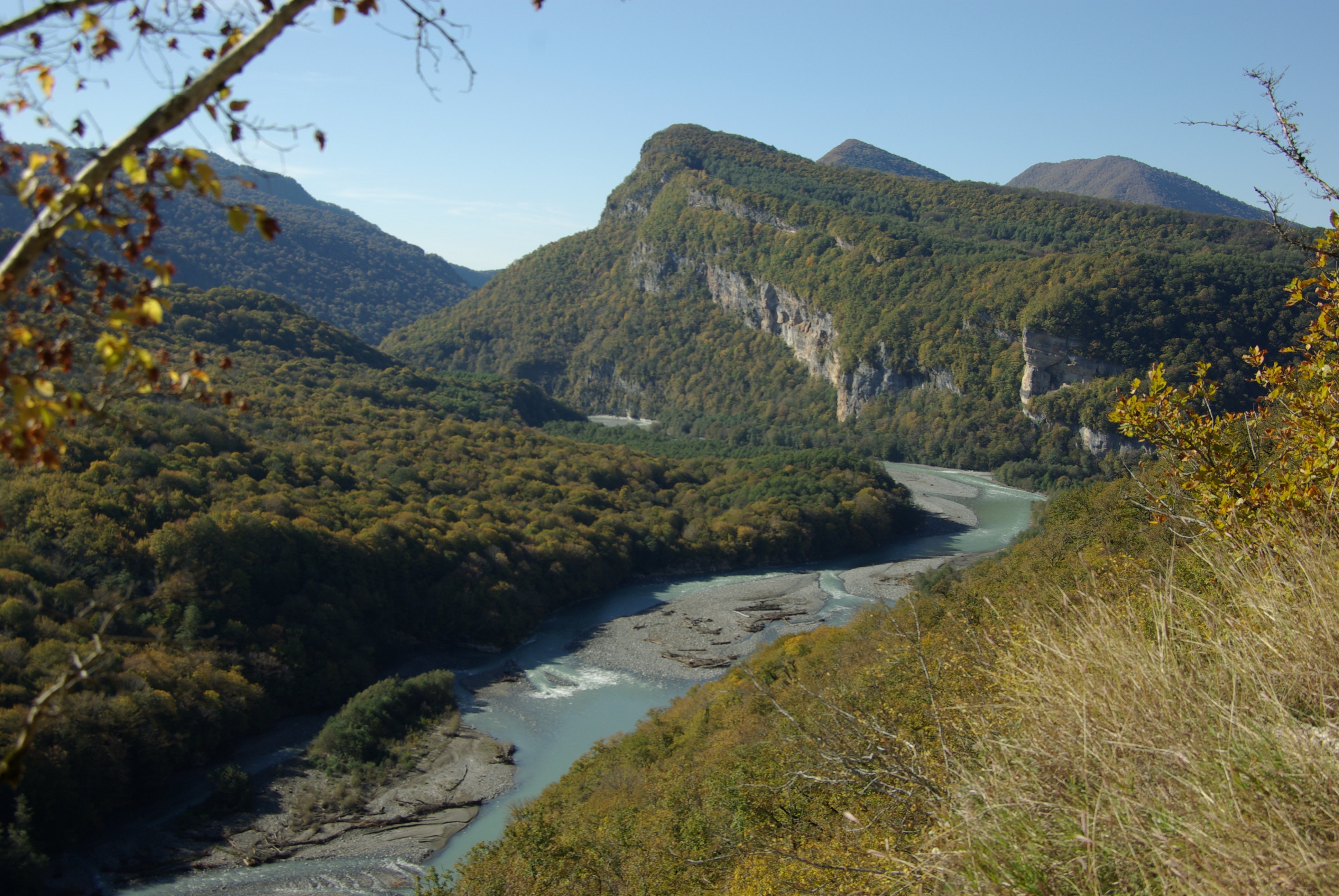
Kodor desde la autopista